# Liste der Baudenkmäler in Thierhaupten
Auf dieser Seite sind die Baudenkmäler in dem schwäbischen Markt Thierhaupten zusammengestellt. Diese Tabelle ist eine Teilliste der Liste der Baudenkmäler in Bayern. Grundlage ist die Bayerische Denkmalliste, die auf Basis des Bayerischen Denkmalschutzgesetzes vom 1. Oktober 1973 erstmals erstellt wurde und seither durch das Bayerische Landesamt für Denkmalpflege geführt wird. Die folgenden Angaben ersetzen nicht die rechtsverbindliche Auskunft der Denkmalschutzbehörde.
 Die Liste gibt den Fortschreibungsstand vom 21. Dezember 2018 wieder und umfasst vierzehn Baudenkmäler.

## Baudenkmäler nach Ortsteilen

### Thierhaupten
| Lage                                                       | Objekt                                                            | Beschreibung | Akten-Nr.     | Bild                                                              |
| ---------------------------------------------------------- | ----------------------------------------------------------------- | --- | ------------- | ----------------------------------------------------------------- |
| An der Hohen Kreppe, an der Straße nach Münster (Standort) | Wegkapelle zur Heiligen Säule                                     | Querrechteckiger Nischenbau mit abgeschlepptem Satteldach, um 1800. | D-7-72-207-9  | weitere Bilder                                                    |
| Augsburger Straße 1 (Standort)                             | Ehemaliges Schulhaus                                              | Zur Straße zweigeschossiger Satteldachbau, Nordmauer auf die Friedhofsummauerung aufgesetzt, im Kern 17. Jahrhundert, im späten 18. Jahrhundert verändert; westlich Friedhofsaufgang, einseitig offener Arkadentreppengang mit Säulen und Pultdachüberbau sowie Satteldachaustritt zum Friedhof, 17. Jahrhundert. | D-7-72-207-16 | weitere Bilder                                                    |
| Augsburger Straße 3 (Standort)                             | Gasthaus                                                          | Zwei zweigeschossige, versetzte Baukörper mit Satteldach und drei Schweifgiebeln, an westlichem rückwärtigem Schweifgiebel pilastergerahmte Figurennische, Anfang 18. Jahrhundert; Torbogen mit Mauer; östlich anschließend. | D-7-72-207-2  | weitere Bilder                                                    |
| Franzengasse 21 (Standort)                                 | Mühle, jetzt auch Klostermühlenmuseum                             | Erdgeschossiger Bau mit Mansardwalmdach, um Mitte 19. Jahrhundert. | D-7-72-207-4  | weitere Bilder                                                    |
| Herzog-Tassilo-Straße 34 (Standort)                        | Wohnteil eines ehemaligen Bauernhauses, jetzt Heimatmuseum        | Eingeschossiger Satteldachbau mit angebautem Altenteil, spätes 18. Jahrhundert. | D-7-72-207-18 | weitere Bilder                                                    |
| Klosterberg 1 (Standort)                                   | Ehemaliges Klosterrichterhaus, jetzt Pfarrhaus                    | Zweigeschossiger Walmdachbau, 18. Jahrhundert. | D-7-72-207-5  | weitere Bilder                                                    |
| Klosterberg 5 (Standort)                                   | Ehemaliges Schulhaus, sogenanntes Altes Schulhaus, jetzt Bücherei | Zweigeschossiger Walmdachbau, Erdgeschoss 1816, Obergeschoss 1850. | D-7-72-207-19 | Ehemaliges Schulhaus, sogenanntes Altes Schulhaus, jetzt Bücherei |
| Klosterberg 7; 8; Nähe Mühlweg (Standort)                  | Ehemaliges Benediktinerkloster                                    | Ehemalige Klosterkirche, seit 1809 katholische Pfarrkirche St. Peter und Paul, dreischiffige Pfeilerbasilika ohne Querhaus mit westlichem Turmpaar mit Satteldach, Mitte 12. Jahrhundert, barocker Ausbau und Anbau der Sakristeikapelle um 1714 nach Johann Jakob Herkommer und 1762/65; mit Ausstattung; Konventbau, dreigeschossige Dreiflügelanlage um Kreuzhof, Abteistock (Südflügel) mit Seitenrisaliten mit Schweifgiebeln und (rekonstruierter) Architekturgliederung, 1776 ff. unter Einbeziehung spätgotischer Mauerteile; Verwaltertrakt mit Abtskapelle, zweigeschossiger Satteldachbau, um 1720/25; südlich anschließend Ökonomiegebäude, Mehrflügelanlage aus zweigeschossigen Satteldachbauten um trapezförmigen Wirtschaftshof, 15.–18. Jahrhundert; Ummauerung, Reste im Osten und Westen, Mitte 18. Jahrhundert; Wasserhaus, eingeschossiger Satteldachbau mit hohem Untergeschoss in Hanglage, unmittelbar an der Friedberger Ache, zweite Hälfte 18. Jahrhundert. | D-7-72-207-6  | weitere Bilder                                                    |
| Ziegelberg, an der Straße nach Neukirchen (Standort)       | Wegkapelle, sogenannte Wirtskapelle                               | Sechseckiger Zentralbau, 19. Jahrhundert. | D-7-72-207-8  | weitere Bilder                                                    |

### Königsbrunn
| Lage                        | Objekt                             | Beschreibung                                                                         | Akten-Nr.     | Bild           |
| --------------------------- | ---------------------------------- | ------------------------------------------------------------------------------------ | ------------- | -------------- |
| Nähe Königsbrunn (Standort) | Katholische Kapelle Maria Dolorosa | Satteldachbau mit dreiseitigem Schluss und Dachreiter, erbaut 1850; mit Ausstattung. | D-7-72-207-10 | weitere Bilder |

### Neukirchen
| Lage                                       | Objekt                                          | Beschreibung | Akten-Nr.     | Bild           |
| ------------------------------------------ | ----------------------------------------------- | --- | ------------- | -------------- |
| Brunnenweg 2 (Standort)                    | Pfarrhaus                                       | Zweigeschossiger Satteldachbau, erbaut 1709/10, erneuert um 1860/70.                                                                                                | D-7-72-207-12 | Pfarrhaus      |
| St.-Vitus-Straße 16 (Standort)             | Katholische Pfarrkirche St. Vitus               | Saalbau mit eingezogenem Chor und südlichem Satteldachturm, Langhaus im Kern romanisch, Turm und Chor Mitte 15. Jahrhundert, 1723 barocker Ausbau; mit Ausstattung. | D-7-72-207-13 | weitere Bilder |
| Wiesänger, nordwestlich im Feld (Standort) | Katholische Wieskapelle zum gegeißelten Heiland | Rechteckbau mit eingezogener, halbrunder Apsis und Dachreiter, erbaut nach 1770; mit Ausstattung.                                                                   | D-7-72-207-14 | weitere Bilder |

### Weiden
| Lage                | Objekt                      | Beschreibung                                          | Akten-Nr.     | Bild           |
| ------------------- | --------------------------- | ----------------------------------------------------- | ------------- | -------------- |
| Weiden 6 (Standort) | Katholische Nikolauskapelle | Rechteckiger Bau mit Walmdach, 1722; mit Ausstattung. | D-7-72-207-15 | weitere Bilder |